# Wealth Reader
Wealth Reader(웰스 리더)는 오픈 뱅킹 및 금융 데이터 통합 솔루션을 전문으로 하는 회사이다. 2022년에 설립되어 전 세계 은행 및 자산 관리자를 포함한 다양한 기관에서 금융 정보를 안전하고 표준화된 방법으로 추출할 수 있는 API를 제공한다.

## 역사
Wealth Reader는 2022년 스페인 마드리드에서 설립되었으며, 안전하고 효율적인 방식으로 금융 데이터에 접근할 수 있는 솔루션을 창출하여 금융 산업에 혁명을 일으키는 것을 목표로 하고 있다. 이 회사는 스페인 은행의 인가를 받았으며 PSD2 규정을 준수하며, 전통적인 온라인 뱅킹 채널을 보완하는 은행 통합 API를 제공한다.

## 서비스
Wealth Reader는 다음과 같은 다양한 금융 서비스를 포괄하는 API를 제공한다:
- 자금 이체 및 투자
- 자산 보고
- 투자 포트폴리오 구성
- 금융 상품 소유권 검증

## 철학
이 회사는 안전, 혁신, 경쟁력의 원칙을 지향한다. Wealth Reader는 오픈 뱅킹의 고급 도구를 제공함으로써 안전하게 금융 데이터에 대한 접근을 개방하고 업계에서의 경쟁을 촉진하고자 한다.

## 인정
Wealth Reader는 프라이빗 뱅킹 혁신에 대한 헌신으로 인정받아 2024년 런던에서 열린 WealthBriefing Wealth For Good 어워드에서 "혁신을 추구하는 최고경영자(CEO)"로 선정되었다. 또한, 2024년 Global Startup Awards에서 '대중의 선택' 상을 받으며 결승에 올랐다.
Wealth Reader는 제3자에 의해 감사를 받고 AENOR에 의해 ISO-27001 인증을 받았다. 이는 금융 데이터 관리의 안전성과 품질에 대한 회사의 약속을 강조한다.

## NTT 데이터와의 관계
Wealth Reader는 세계 최대의 컨설팅 및 기술 서비스 회사 중 하나인 NTT 데이터의 Acelera 프로그램에 참여했다. 이 협력을 통해 Wealth Reader는 여러 플랫폼에서 은행 통합 API의 확장성과 통합을 개선하여 고객에게 원활하고 안전한 경험을 보장할 수 있었다. NTT 데이터와의 파트너십은 금융 부문에서의 혁신과 첨단 기술 채택에 대한 Wealth Reader의 약속을 강화한다.

## 성공 사례: ABANCA와 자금 이체
Wealth Reader의 가장 주목할 만한 성공 사례 중 하나는 스페인의 주요 은행 기관인 ABANCA와의 협력이다. Wealth Reader는 자금 이체 및 투자 프로세스를 효율적으로 구현하는 데 핵심적인 역할을 했다. 이 회사의 은행 통합 API 및 금융 데이터 추출 서비스를 통해 ABANCA는 고객에게 안전하고 중단 없는 자금 이체를 자동화하고 최적화할 수 있었다. 이 프로젝트는 은행 업계에서 대규모 솔루션을 제공할 수 있는 Wealth Reader의 능력을 입증하며, 신뢰할 수 있는 기술 파트너로서의 지위를 확립했다.